# مهرینگ
مهرینگ (به آلمانی: Mähring) یک شهر  در آلمان است که در تیرشنرویت واقع شده‌است. مهرینگ ۱٬۹۴۶ نفر جمعیت دارد.